# Max Gaertner

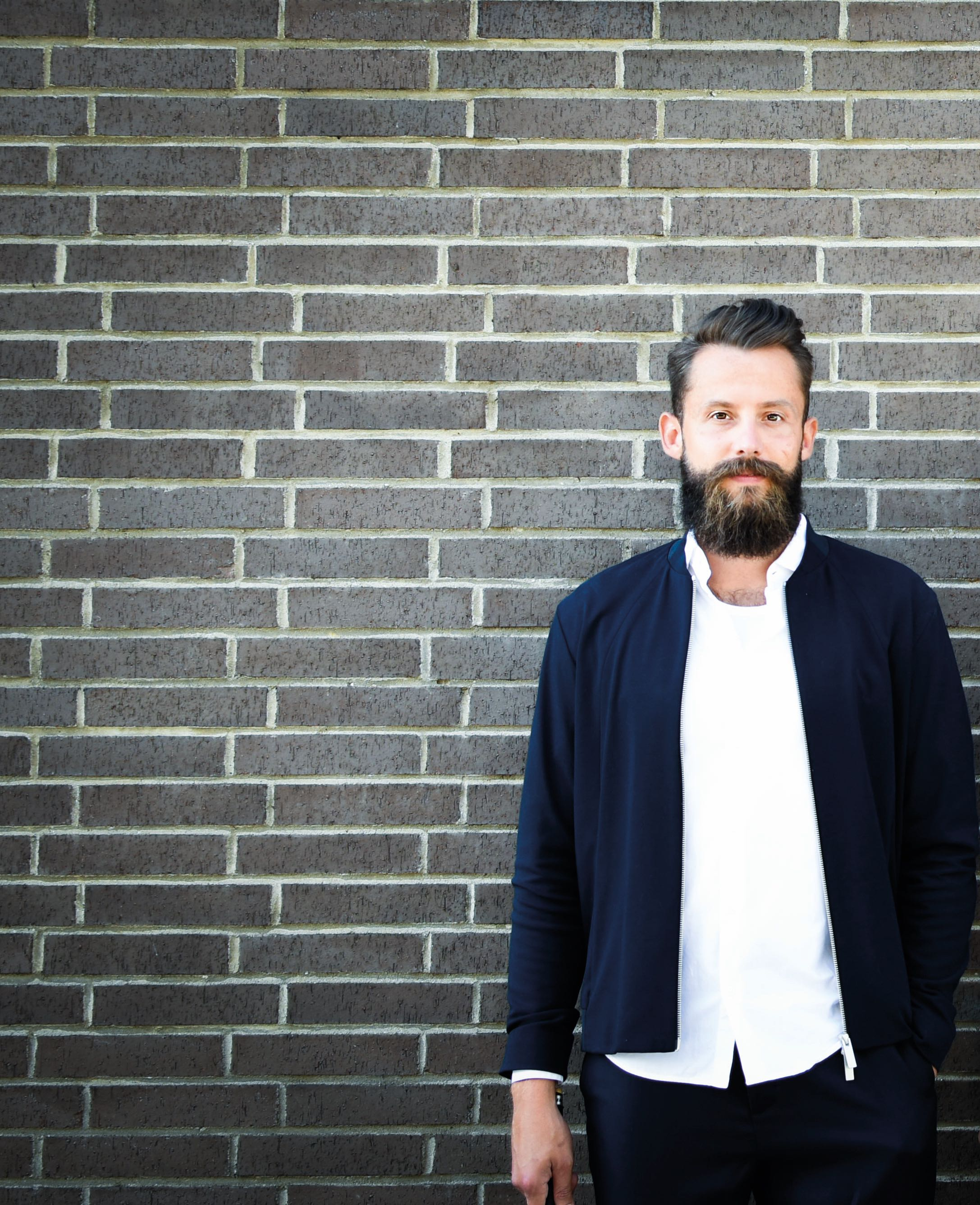
Max Gaertner (2020)

Max Gaertner (* 13. August 1986 in Bad Soden-Salmünster) ist ein deutscher Musiker, Autor und Dozent.

## Biografie
Max Gaertner legte 2007 sein Abitur am Ulrich-von-Hutten-Gymnasium in Schlüchtern ab. Von 2007 bis 2008 studierte er Rechtswissenschaft an der Universität Mannheim sowie der Julius-Maximilians-Universität Würzburg. Ab 2008 folgte ein klassisches Musikstudium mit Hauptfach Perkussion, das er 2013 an der Hochschule für Musik Hanns Eisler Berlin mit zwei Diplomen (Diplom-Orchestermusiker, Diplom-Musiklehrer) abschloss. Zusätzliche Studien (ohne Abschluss) in zeitgenössischer Aufführungspraxis, Psychologie sowie Erziehungswissenschaften erfolgten an der Hochschule für Musik und Darstellende Kunst Frankfurt am Main. Seit 2013 ist Max Gaertner als freischaffender Musiker und Dozent tätig. Von 2013 bis 2017 war er Leiter der Musikschule Bad Soden am Taunus. In 2017 wurde er Dozent für Perkussion an der Berufsfachschule für Musik Dinkelsbühl. Seit 2021 hat Max Gaertner zudem einen Lehrauftrag an der Universität Hamburg inne.
2021 wurde Max Gaertner mit einer Dissertation zu performativen Konzepten elektroakustischer Kompositionen für Perkussion zum Dr. phil. promoviert. Die Publizierung erfolgte im selben Jahr bei ARE Edition.
Neben seiner künstlerischen Tätigkeit ist Max Gaertner als Wissenschaftler in den Bereichen Künstlerische Forschung sowie Musikpädagogik tätig.

## Künstlerisches Schaffen
Als Musiker ist Max Gaertner vor allem im Bereich der Zeitgenössischen Musik sowie Elektroakustischen Musik tätig. Er arbeitete u. a. mit den Komponisten  Beat Furrer, Matthias Kaul, Bruce Hamilton, Hans-Werner Henze, Krzysztof Penderecki, Daniel Ott, Julia Mihály, Sarah Nemtsov, Carola Bauckholt, Simon Løffler, Gerhard Müller-Hornbach, Robyn Schulkowsky. Es erfolgten  Uraufführungen sowie Kompositionsaufträge.
Die Zusammenarbeit mit der Performance-Künstlerin Marina Abramović im Jahr 2019 schuf  Impulse für Gaertners Arbeit in den Bereichen Performance und Concert Studies. Zunehmend befasst er sich seither mit der Entwicklung experimenteller Konzertformate sowie entsprechender Vermittlungskonzepte und widmet sich auch den Möglichkeiten digitaler künstlerischer Konzepte.
2021 veröffentlichte Max Gaertner den ersten NFT zeitgenössischer Musik. Für das Projekt THERE'S SPACE in Zusammenarbeit mit dem Fotografen Phil Kuehlthau reiste er während der COVID-19-Pandemie in Konzertsäle und nahm dort die Stille als Symbol des kulturellen Lockdowns auf.
Max Gaertner bildet mit der Sopranistin Maren Schwier das Duo BlankSpaceEnsemble und ist Mitglied des mutare Ensemble unter der Leitung von Gerhard Müller-Hornbach. Im klassischen Kontext erfolgten überdies Engagements von  Berliner Philharmoniker, Deutsche Kammerphilharmonie Bremen und Ensemble Modern. Sein Schaffen wurde gewürdigt durch Stipendien von (Auswahl): Musikfonds, Goethe-Institut, Hessische Kulturstiftung, Kulturfonds Frankfurt RheinMain, Yehudi Menuhin Live Music Now. Als Dozent war und ist Max Gaertner tätig für die Universität Hamburg, Hochschule für Musik und Darstellende Kunst Frankfurt am Main, Hochschule für Musik Detmold, Universität Hamburg, Philipps-Universität Marburg, University of Maryland.

## Forschung
Im Bereich der Künstlerischen Forschung befasst sich Max Gaertner vor allem mit spieltechnischen sowie aufführungspraktischen Ansätzen in Verbindung mit Perkussion. So gründete er 2020 die digitale Plattform drmX, um experimentelle Perkussiontechniken sowie die Vermittlung von zeitgenössischer Perkussion allgemein voranzutreiben. Das Projekt wurde vom Goethe-Institut sowie der Hessischen Kulturstiftung gefördert.
Die  Auseinandersetzung mit elektroakustischen Kompositionen und Konzepten zur performativen Umsetzung derselben mündete in der Dissertation ELEKTROAKUSTISCH mit dem Ziel, klassisch ausgebildete Musiker an das Feld elektronischer Musikmedien heranzuführen. Diese Forschungsaktivität weitete sich schrittweise auch auf den pädagogischen Bereich aus und führte zu  Publikationen sowie Vorträgen  um die Nutzung von Musik-Apps im Instrumental- und Musikunterricht.

## Veröffentlichungen (Auswahl)
- ELEKTROAKUSTISCH. Zur performativen Verbindung von Perkussion und (Live-)Elektronik anhand Werken von Nigel Westlake, Andy Akiho und Javier Álvarez. ARE Verlag, Krefeld 2021, ISBN 978-3-924522-84-1.
- APPetude 01. Praktische Übungs-Etüden mit Musik-Apps für alle Instrumente. drmX edition, Schlüchtern 2021, ISBN 978-3-9821456-5-5.
- Was geht APP. Neue Medien im Instrumentalunterricht. Schott Music, Mainz 2020, ISBN 978-3-7957-2159-6.
- Instrumentalpädagogik und Neue Medien. Empirische Arbeit im Percussion-Ensemble. In: Ute Jung-Kaiser, Katharina Schilling-Sandvoß (Hrsg.): Wie lerne ich hören, wozu und warum? Zur Erprobungsphase des Forschungsprojekts Sparkling Ears. Schott Campus, Mainz 2019, ISBN 978-3-95983-164-2.